# OneWeb
OneWeb (произносится как [уа́н веб]; ранее известная как WorldVu) — взаимосвязанная система спутников корпорации OneWeb, предназначенная для обеспечения широкополосного Интернета с помощью технологий мобильной спутниковой связи. Инвесторами проекта OneWeb выступают такие известные компании, как Airbus Group, Bharti Enterprises, Hughes Network Systems — дочерняя компания EchoStar Corporation, Intelsat, Qualcomm Inc., The Coca-Cola Company, Totalplay, Grupo Salinas Company, Virgin Group и др.

## Концепция системы

Система GPS малых ИСЗ. Показаны ИСЗ, видимые из данной точки поверхности, в зависимости от вращения Земли

Идея системы принадлежит WorldVu Satellites Ltd. (ныне компания OneWeb LLC), которая использует альтернативное наименование «L5» в различных нормативных документах.
Первый этап ввода в эксплуатацию предполагает формирование начальной системы ИСЗ и активацию первых демоверсий терминалов клиентов до конца 2020 года, а начало коммерческой эксплуатации для морской, авиационной, государственной и предпринимательской областей запланировано на 2021 год. Планируется, что первый этап системы будет состоять из спутников, находящихся в 18 плоскостях орбит по 36 аппаратов в каждой. При этом 588 аппаратов с высоты 1200 км будут обеспечивать глобальное предоставление услуг связи, а 60 спутников будут находиться на орбитах в качестве резервных. Запуски спутников планируется осуществлять с космодромов Байконур, Восточный и из Гвианского космического центра.
Для воплощения этой идеи планировалось привлечь до 3 млрд долларов частного капитала для введения системы в строй к 2019—2020 годам бизнес-план компании OneWeb заключается в попытке обеспечить широкополосным доступом сотни миллионов потенциальных пользователей, проживающих в местах, где отсутствует такая связь. После запуска всей сети система сможет обеспечивать скорость передачи данных на уровне 10 терабит в секунду для сельских районов по всему миру, используя технологии Wi-Fi, LTE (4G), 3G и 2G для подключения мобильных телефонов, планшетов и ноутбуков через небольшие недорогие абонентские терминалы к космическим аппаратам спутниковой сети OneWeb.

### Пользовательский терминал
Подключить сотовый телефон, планшет и ноутбук к спутникам можно будет через пользовательский терминал OneWeb, который состоит из спутниковой антенны, приёмника и блока связи Wi-Fi / LTE / 3G.

### Спутники OneWeb

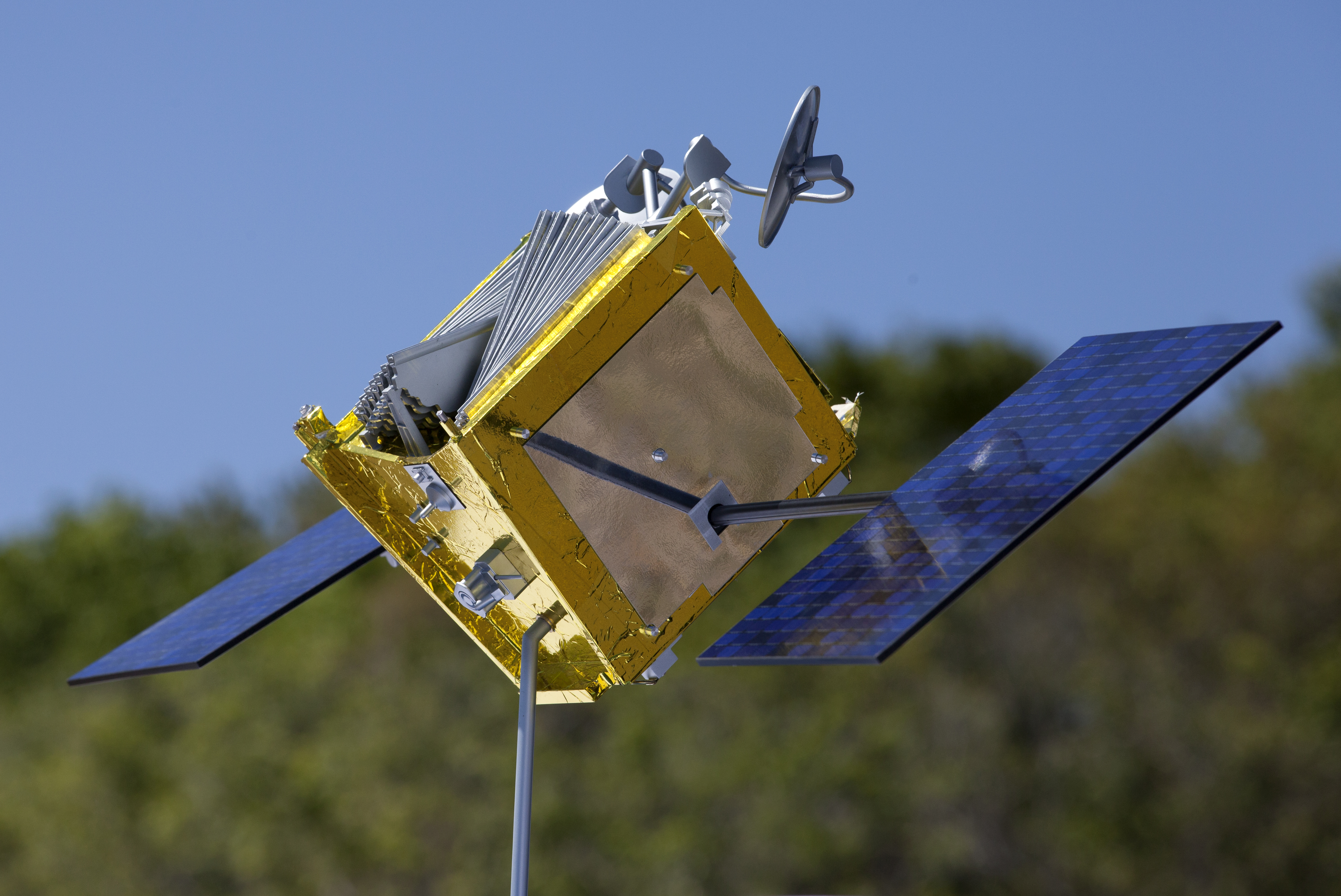
Модель спутника OneWeb

Каждый спутник разработан в компании Airbus, весит 147,7 кг, оборудован двумя солнечными батареями, плазменной двигательной установкой и бортовым датчиком спутниковой навигации GPS. Выводятся на высоту 1200 км над поверхностью Земли. Предполагаемый срок службы аппаратов составляет пять лет. Общее количество спутников, одновременно находящихся на орбите — ≈600. 

Немаловажным фактором взаимодействия с нашими иностранными партнерами является то, что OneWeb стал значимым заказчиком продукции российской ракетно-космической промышленности. Это 21 ракета-носитель «Союз» производства РКЦ «Прогресс», разгонные блоки «Фрегат» производства НПО им. Лавочкина, более 600 спутниковых двигателей производства ОКБ «Факел», пусковая программа, которой занимается ЦЭНКИ. Не будем забывать и о загрузке космодрома Восточный, если будет принято соответствующее положительное решение. — .
Каждый спутник OneWeb имеет захватное приспособление, позволяющее другим космическим аппаратам соединяться на орбите и возвращать их в атмосферу Земли, чтобы сгореть при возвращении. OneWeb планирует демонтировать свои спутники после окончания их срока службы, используя плазменную двигательную установку космического аппарата для снижения высоты и повторного входа в атмосферу.

### Наземные спутниковые станции
OneWeb подписала рамочное соглашение с правительством города Санья (провинция Хайнань, Южный Китай) о строительстве наземной спутниковой станции, которая станет первым таким её объектом в Азии.
Рассматривался вопрос создания совместного предприятия по размещению шлюзовой станции на территории республики Казахстан для последующей эксклюзивной дистрибуции спутникового интернета «One Web» в страны Центральной Азии и Кавказа, Иран и Афганистан.

### Целевая аудитория
В марте 2021 года компания заявила, что ориентируется в первую очередь на предоставление связи для частного бизнеса, государственных организаций, включая оборонный комплекс, компаний — провайдеров связи и товарищеских объединений пользователей, в отличие от конкурирующей сети Starlink, которая нацелена на индивидуальных пользователей. Индивидуальным пользователям, желающим подключиться, было рекомендовано обращаться через локальные компании — провайдеры связи.

## Реализация проекта
25 июня 2015 года в Лондоне компании Arianespace (Эври, Франция) и OneWeb (остров Джерси, Британская монархия) подписали контракт на запуск 672 космических аппаратов системы мобильной спутниковой связи OneWeb с использованием 21 ракеты-носителя «Союз» с 2017 по 2019 год, с опционом на пять ракет-носителей «Союз-СТ-Б» с космодрома Куру́ во Французской Гвиане после 2020 года и также, не менее 15 пусков «Союз-2.1б» запланировано с космодромов Байконур и Восточный.
Для вывода спутников на заданную орбиту используется разгонный блок (РБ) типа «Фрегат». Контракт предусматривает выведение аппаратов (вес каждого — около 150 кг) базовой спутниковой группировки на целевую околополярную орбиту высотой 1200 километров, в составе комплексной головной части ракеты-носителя, массой до 5,5 тонн на один запуск. Заключению контракта предшествовало подписание меморандума о взаимопонимании между Роскосмосом, «Arianespace», ФГУП «ЦЭНКИ», АО «НПО Лавочкина», АО "РКЦ «Прогресс» и ОАО «Главкосмос», состоявшееся 15 июня 2015 года на авиационно-космическом салоне в Ле-Бурже.
После вывода на целевую орбиту сначала два 147,5-килограммовых спутника отделяются от верхней части сборки. Остальные 32 космических аппарата разделяются на группы по четыре с интервалом примерно в 20 минут, при этом манёвры осуществляются меньшими двигателями управления положением РБ «Фрегат», чтобы гарантировать, что спутники не столкнулись.

### Производство спутников

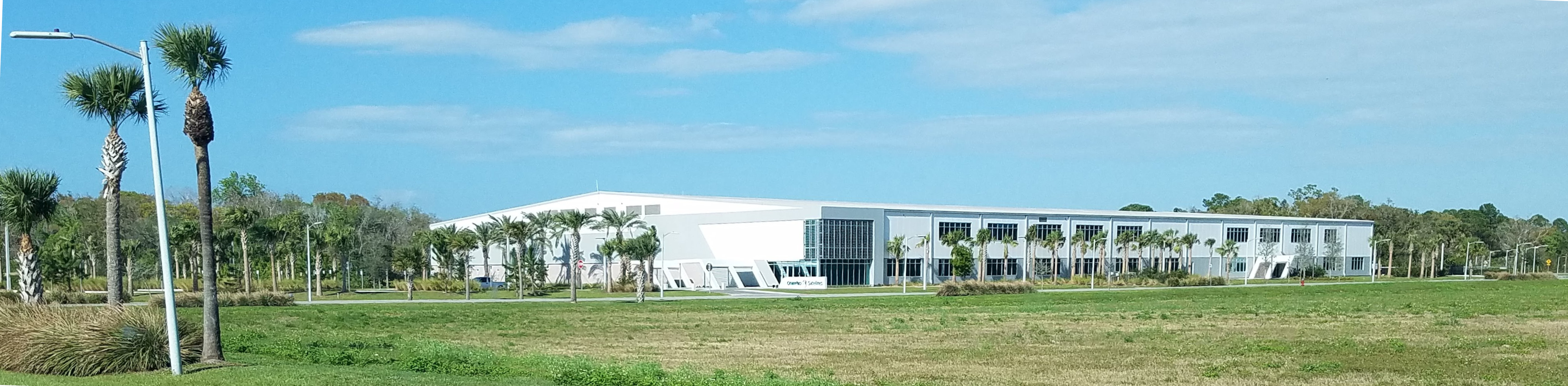
Завод по производству спутников OneWeb, Мерритт-Айленд (Флорида), 2019 год

10 первых аппаратов для демонстрационного запуска изготовлены головным предприятием корпорации Airbus Defence and Space в Тулузе. Остальные будут произведены совместным предприятием OneWeb и Airbus Defence and Space во Флориде.
В 2015 году изготовитель аппаратов — Airbus Defence and Space — выразил намерение приобрести для космических аппаратов OneWeb стационарные плазменные двигатели (СПД), изготовленные калининградским ОКБ «Факел» и заинтересовался продукцией краснодарского ОАО «Сатурн», поставляющего аккумуляторные батареи для космических аппаратов различного назначения.
Рассмотрены возможности реализации проекта по сборке спутников для OneWeb на базе Сборочно-испытательного комплекса космических аппаратов при Национальном космическом центре в столице Казахстана — городе Нур-Султане.

### Временное банкротство
28 марта 2020 года компания OneWeb подала заявку о банкротстве в суд штата Нью-Йорк, говорится в пресс-релизе на её сайте. «Компания и некоторые из её контролируемых филиалов добровольно подали заявку о предоставлении защиты в соответствии с главой 11 кодекса о банкротстве в суд по делам о банкротстве по Южному округу штата Нью-Йорк», — указано в тексте. Отмечается, что процесс по получению необходимого финансирования был затруднён из-за ситуации с распространением коронавируса COVID-19.
В ноябре 2020 года OneWeb вышла из банкротства благодаря инвестициям правительства Великобритании и Bharti Global на сумму более 1 миллиарда долларов США.

### Прекращение сотрудничества с Россией
3 марта 2022 года, после российского вторжения на территорию Украины, совет акционеров OneWeb проголосовал за остановку запусков с Байконура. 4 марта 2022 года в корпорации «Роскосмос» сообщили, что запуск очередной ракеты «Союз-2.1б» с британскими спутниками связи OneWeb отменён, работы по дальнейшим пускам OneWeb отменены. Глава корпорации Дмитрий Рогозин выставил компании невыполнимые требования: дать гарантии неприменения спутников в военных целях.
21 марта 2022 года компания объявила, что заключено соглашение со SpaceX по новым запускам уже в 2022 году. Также, 20 апреля 2022 года аналогичное соглашение заключено с NewSpace India Limited, коммерческим подразделением Индийской организации космических исследований.

### Хронология запусков
| № запуска | Дата, время запуска (МСК) | Спутников в запуске  | Космодром         | Ракета-носитель / Разгонный блок | Результат |
| --------- | ------------------------- | -------------------- | ----------------- | -------------------------------- | --------- |
| 1         | 28.02.2019, 00:37         | 6 тестовых спутников | Куру́              | Союз-СТБ / Фрегат-МТ             | Успех     |
| 2         | 07.02.2020, 00:43         | 34                   | Байконур          | Союз-2.1б / Фрегат-М             | Успех     |
| 3         | 21.03.2020, 20:06         | 34                   | Байконур          | Союз-2.1б / Фрегат-М             | Успех     |
| 4         | 18.12.2020, 15:26         | 36                   | Восточный         | Союз-2.1б / Фрегат-М             | Успех     |
| 5         | 25.03.2021, 05:47         | 36                   | Восточный         | Союз-2.1б / Фрегат-М             | Успех     |
| 6         | 26.04.2021, 01:14         | 36                   | Восточный         | Союз-2.1б / Фрегат-М             | Успех     |
| 7         | 28.05.2021, 20:38         | 36                   | Восточный         | Союз-2.1б / Фрегат-М             | Успех     |
| 8         | 01.07.2021, 14:30         | 36                   | Восточный         | Союз-2.1б / Фрегат-М             | Успех     |
| 9         | 22.08.2021, 01:13         | 34                   | Байконур          | Союз-2.1б / Фрегат-М             | Успех     |
| 10        | 14.09.2021, 21:07         | 34                   | Байконур          | Союз-2.1б / Фрегат-М             | Успех     |
| 11        | 14.10.2021, 12:40         | 36                   | Восточный         | Союз-2.1б / Фрегат-М             | Успех     |
| 12        | 27.12.2021, 16:10         | 36                   | Байконур          | Союз-2.1б / Фрегат-М             | Успех     |
| 13        | 10.02.2022, 21:09         | 34                   | Куру́              | Союз-СТБ / Фрегат-М              | Успех     |
| 14        | 22.10.2022, 18:37 UTC     | 36                   | КЦ Сатиша Дхавана | LVM-3                            | Успех     |
| 15        | 08.12.2022, 22:27:48 UTC  | 40                   | КЦ Кеннеди        | Falcon 9 FT                      | Успех     |
| 16        | 10.01.2023, 04:50 UTC     | 40                   | мыс Канаверал     | Falcon 9 FT                      | Успех     |
| 17        | 09.03.2023, 19:13 UTC     | 40                   | мыс Канаверал     | Falcon 9 FT                      | Успех     |
| 18        | 26.03.2023, 03:30 UTC     | 36                   | КЦ Сатиша Дхавана | LVM-3                            | Успех     |
| 19        | 20.05.2023, 13:16 UTC     | 15 + 1 тестовый      | Ванденберг        | Falcon 9 FT                      | Успех     |

Итого, на 20 мая 2023 года на орбите находятся 634 спутника группировки.

### Планы запусков
| № запуска | Дата запуска | Спутников в запуске | Космодром | Ракета-носитель |                        |
| --------- | ------------ | ------------------- | --------- | --------------- | ---------------------- |
| 14        | 05.03.2022   | 36                  | Байконур  | Союз-2.1б       | Запуск отменён         |
| 15        | 2022         | 36                  | Байконур  | Союз-2.1б       | Запуски не планируются |
| 16        | 2022         | 36                  | Байконур  | Союз-2.1б       | Запуски не планируются |
| 17        | 2022         | 36                  | Байконур  | Союз-2.1б       | Запуски не планируются |
| 18        | 2022         | 36                  | Байконур  | Союз-2.1б       | Запуски не планируются |
| 19        | 2022         | 36                  | Байконур  | Союз-2.1б       | Запуски не планируются |

В 2020 году Россия планировала выполнить 12 пусков ракет-носителей «Союз» со спутниками OneWeb, но из-за пандемии и временного банкротства OneWeb было произведено только три запуска. Сроки были сдвинуты и 2021 году запуски были успешно продолжены.
| Даты запусков (по UTC)      | Спутников в 1 запуске | Космодром         | Ракета-носитель / Разгонный блок | Кол-во запусков |
| --------------------------- | --------------------- | ----------------- | -------------------------------- | --------------- |
| 2020-2021                   | 36                    | Восточный         | Союз-2-1Б / Фрегат-М             | 8               |
| 2020-2021                   | 32—36                 | Байконур          | Союз-2-1Б / Фрегат-М             | 9               |
| 2020                        | 32—36                 | Куру              | Союз-СТБ / Фрегат-МТ             | 2               |
|                             | 1—3                   | Космопорт Америка | Boeing 747-400 LauncherOne       | 39              |
|                             |                       | Канаверал         | New Glenn                        | 5               |
| 3-4 квартал 2020            | 30                    | Куру              | Ариан-6 (версия A62)             | 1               |
| не ранее 2023 года — опцион | до 36                 |                   | Ариан-6 (версия A62)             | 1               |
| не ранее 2023 года — опцион | до 78                 |                   | Ариан-6 (версия A64)             | 1               |

### Состояние группировки
- 22.07.2019 Испытания первых 6 спутников, запущенных в космос российской РН, показали, что их авионика находится в норме, энергосистемы в норме, связь в норме, системы управления и контроля в норме[62]. В ходе тестирования была зафиксирована скорость передачи данных до 400 Мбит/с, показатель задержки сигнала составил не более 40 миллисекунд[63].
- Общее количество запущенных оперативных спутников: 394 по состоянию на 30 января 2022 года.

## Возможные помехи от системы
Данные спутники вращаются вокруг Земли на высоте всего 1200 километров, значительно ниже своих «старших собратьев» — геостационарных спутников, которые транслируют телепрограммы для миллионов абонентов в разных уголках планеты. При этом спутники компании OneWeb работают в тех же диапазонах частот (Ku), которые используют геостационарные аппараты.
Таким образом, существует серьёзная опасность того, что всякий раз, когда один из спутников компании OneWeb будет пролетать под геостационарным аппаратом, будет возникать непреднамеренная, но очень реальная помеха приёму сигнала со спутника, находящегося выше. Операторы всех спутников обязаны чётко координировать работу нисходящих лучей связи, дабы избежать взаимных помех.

## OneWeb на территории России
Для предоставления услуг на территории России в 2017 году создано совместное предприятие ООО «УанВэб» с участием компании «OneWeb» (с первоначальной долей 60 %) и российского АО «Спутниковая система „Гонец“» (40 %). В январе-феврале 2019 года доля российской стороны была увеличена до контрольного пакета 51 %; «OneWeb» — 49 %. Также, по заявлению Рогозина, планировалось получить долю в основном проекте OneWeb.
В декабре 2017 года Государственная комиссия по радиочастотам не выделила частоты для ООО «УанВэб» для работы на территории России без публичного разглашения причины. Запрашивались частоты в диапазонах 27,5-29,1 ГГц, 29,5-30 ГГц, 14-14,5 ГГц (Земля-космос) и 17,8-18,6 ГГц, 18,78-19,3 ГГц и 10,7-12,7 ГГц (космос-Земля). Перед заседанием комиссии Министерство обороны давало положительный ответ на заявку «Уанвеб». Федеральная служба охраны (ФСО) и госкорпорация «Роскосмос» давали положительные ответы, но с определёнными условиями, тогда как Роскомнадзор выступил против удовлетворения заявки компании.
По заявлениям в прессе, в октябре 2018 года представители ФСБ заявили, что система OneWeb несёт угрозу национальной безопасности России, поскольку некоторые регионы России потенциально станут полностью зависимыми от иностранной спутниковой службы, и что система может использоваться в разведывательных целях. По их мнению, организовать отечественную систему спутниковой связи можно совместно с Индией, Китаем и другими государствами, которые «не ведут агрессивной политики в отношении России».
В октябре 2018 появились сообщения, что OneWeb отказывается от своей контрольной доли в совместном предприятии «УанВэб». В январе-феврале 2019 года «дочка» «Роскосмоса» АО "Спутниковая система «Гонец» получила контроль в совместном предприятие ООО «УанВэб»; её доля была увеличена до 51 % и «Гонец» стал основным владельцем совместного предприятия.
2 ноября 2018 года Минкомсвязь России запустила законопроект «О внесении изменений в статью 71 Федерального закона „О связи“» с поправками, запрещающими ввоз абонентских терминалов всем, кроме операторов связи, имеющих лицензию и осуществляющих эксплуатацию сетей, в которой применяются данные средства. Его целью является «предотвращение угроз национальной безопасности, обусловленных использованием зарубежных спутниковых систем связи и доступа в сеть „Интернет“ на территории Российской Федерации при бесконтрольном ввозе абонентских терминалов подвижной спутниковой службы и абонентских земных станций, находящихся в движении и работающих в рамках фиксированной спутниковой службы». В январе 2019 было сообщено, что в проекте предлагается распространить требование на весь трафик, формируемый спутниковыми устройствами с территории России, в том числе от находящихся в роуминге иностранных абонентов.
В декабре 2018 года появились сообщения о возможной будущей продаже миноритарного пакета акций (12,5 %) OneWeb российским представителям, в результате чего российский представитель будет представлен в совете директоров компании и получит доступ к технической документации проекта, но в дальнейшем это сообщение было опровергнуто.
25 июля 2019 ГКРЧ отказала британской спутниковой системе OneWeb в выделении частот в РФ.
В начале августа 2019 года заявка на получение радиочастот в России была отозвана компанией OneWeb. После доработки для соответствия с требованиями российских государственных органов заявка будет подана вновь.